# 第6艦隊 (アメリカ軍)
第6艦隊（だい6かんたい、英: Sixth Fleet）は、アメリカ海軍の艦隊。2007年時点では約40隻の艦船を有し、主に地中海・大西洋の東半部を担当範囲としている。

## 概要

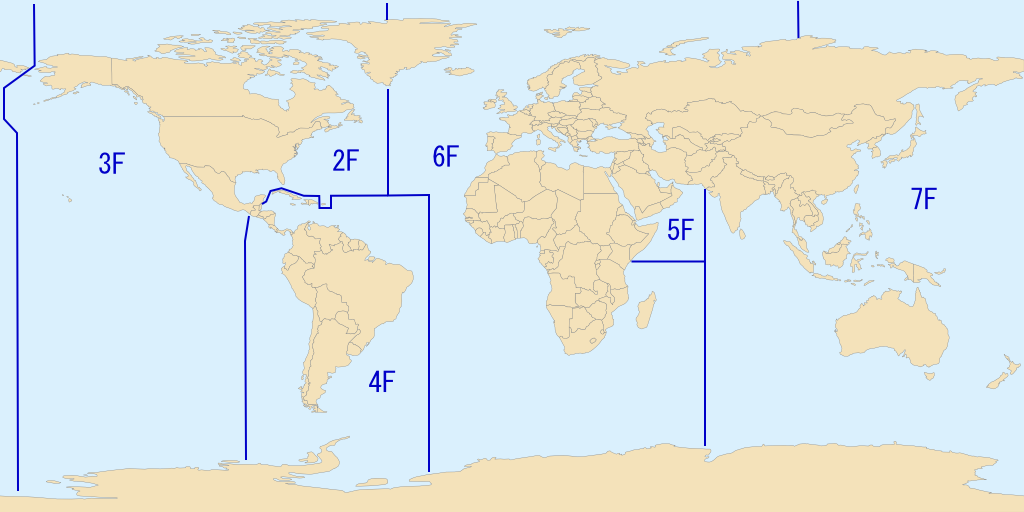
担当範囲 (6F)

第6艦隊の任務は、地中海地域および大西洋の東半分を警備し、ヨーロッパ及びアフリカ地域に必要な戦力を提供することにある。北大西洋条約機構 (NATO) 部隊としての任務も持つ。
第一次バーバリ戦争以来、アメリカ海軍は19世紀初頭より地中海に艦船を派遣してきた実績があった。現在の第6艦隊につながる部隊は、第二次世界大戦終了後の1946年にハリー・S・トルーマンがソビエト連邦に対抗するために東地中海に「ミズーリ」を主力とする部隊を派遣したことが始まりである。これは、恒常的な艦船派遣に発展し、地中海海軍部隊 (Naval Forces Mediterranean) と命名され、ナポリを基地とした。初期の旗艦には、軽巡洋艦「デイトン (CL-105)」などが充てられた。1950年に組織改編により、第6艦隊となっている。冷戦期は地中海域が担当範囲であり、NATOの南側面の防衛任務を負っていた。また、艦載機を用いて、黒海方面からソ連本土を攻撃する構想も有していた。
中東や北アフリカ、バルカン半島において幾度も実戦に投入されている。1958年に発生したレバノン内戦時には、海兵隊の支援を行っており、1984年には「ニュージャージー」がレバノン内戦に伴い、40cm主砲の艦砲射撃を行っている。1986年にはリビア爆撃に加わっている。1999年のコソボ紛争にも参加している。
冷戦終了後に、地中海に加え、大西洋の東半分も分担に組み入れられた。ヨーロッパにおけるアメリカ海軍の指揮・統制を行っていた欧州アメリカ海軍(United States Naval Forces Europe)司令部は、ロンドンに所在していたが、第6艦隊が東大西洋も責任範囲に含めたこともあり、2004年にイタリアへと移転し、第6艦隊と統合された。

## 戦力
2007年時点における旗艦は、「マウント・ホイットニー (LCC-20)」（母港はイタリア、ガエータ）。海軍中将が指揮を取り、その下に約40隻の艦船、175機の航空機、約21,000人の人員が置かれている。

## 所属任務部隊（タスクフォース）
第6艦隊は、複数のタスクフォースによって構成されている。なお、恒常的な航空母艦の前方展開は行われていない。各タスクフォースは60番台の番号が付与されたCTF (CTF: Commander, Task Force) で呼ばれている。
第60任務部隊（CTF-60 (Battle Force)）
主力戦闘戦隊であり、駆逐艦戦隊である。ガエータを母港とし、恒常的に地中海に展開している。必要に応じて、アメリカ合衆国本土から原子力空母が派遣され、その際は空母打撃群として編成される。
第61任務部隊（CTF-61 (Amphibious Assault Force)）
水陸両用作戦部隊であり、複数の強襲揚陸艦で編成されている。
第62任務部隊（CTF-62 (Landing Force)）
アメリカ海兵隊の一個海兵隊遠征隊 (MEU) で編成されている。第2海兵遠征軍 (II MEF) から派遣され、CTF-61に搭乗している。
第63任務部隊（CTF-63 (Logistics Force)）
兵站補給部隊。
第64任務部隊（CTF-64 (Strategic Missile Deterrence)）
弾道ミサイル搭載原子力潜水艦で編成された部隊であり、核抑止を目的とする。
第67任務部隊（CTF-67 (Land-Based Maritime Patrol Aircraft)）
陸上基地の哨戒機部隊。
第68任務部隊（CTF-68 (Maritime Force Protection Force)）
警備部隊。陸上基地・部隊の警備を担当する。
第66、第69任務部隊（CTF-66/69 (Submarine Warfare)）
複数の攻撃型原子力潜水艦で編成されている。